# Improphiles
Les Improphiles est un spectacle d'improvisation québécois mélangeant improvisation théâtrale, improvisation musicale et technique de scène. Une vingtaine d'improvisateurs provenant des principales ligues d'improvisations québécoises participent à ce spectacle. Créé en 2005 sous l'impulsion de Gabriel Talbot-Lachance, un musicien et improvisateur de la région de Québec. Le spectacle Les Improphiles se démarque des autres spectacles d'improvisations à la Ligue nationale d'improvisation par l'utilisation d'éclairagistes improvisateurs, d'un metteur en scène et de musiciens improvisateurs comme partie intégrante du spectacle et par l'absence de cadres précis lors du spectacle. Tous les membres techniques ont le droit de proposer et d'intervenir lors de l'improvisation et ils sont tous considérés comme des "joueurs" au même titre que les comédiens.  
Le spectacle à toujours eu pour objectif de faire avancer les limites de l'improvisation et du théâtre en se donnant la mission de laboratoire de l'improvisation à Québec. 

## Les improvisateurs
Plusieurs improvisateurs Canadiens ont participé aux Improphiles tant comme comédien régulier qu'invité. Parmi ces comédiens on peut compter des improvisateurs des ligue d'improvisations suivantes :
- Ligue d'improvisation de Québec
- La Ligue Universitaire d'Improvisation
- Ligue d'improvisation montréalaise
- Ligue nationale d'improvisation
- La Sprite
- La LicUQAM
- La Globale

Les principaux concepteurs
- Gabriel Talbot-Lachance
- Jérôme Morin-Drouin
- Jean-Pierre Cloutier
- David Kelly
- Yanick Landry